# Campionati asiatici di badminton 2013
I Campionati asiatici di badminton 2013 si sono svolti a Taipei, in Cina Taipei. È stata la 32ª edizione del torneo, organizzato dalla Badminton Asia.

## Podi
| Evento              | Oro                       | Argento                 | Bronzo                                        |
| Singolare maschile  | Du Pengyu                 | Chen Long               | Chong Wei Feng                                |
| Singolare maschile  | Du Pengyu                 | Chen Long               | Wang Zhengming                                |
| Singolare femminile | Wang Yihan                | Li Xuerui               | Sayaka Takahashi                              |
| Singolare femminile | Wang Yihan                | Li Xuerui               | Eriko Hirose                                  |
| Doppio maschile     | Ko Sung-hyun Lee Yong-dae | Kim Ki-jung Kim Sa-rang | Goh V Shem Lim Khim Wah                       |
| Doppio maschile     | Ko Sung-hyun Lee Yong-dae | Kim Ki-jung Kim Sa-rang | Hiroyuki Endo Kenichi Hayakawa                |
| Doppio femminile    | Wang Xiaoli Yu Yang       | Ma Jin Tang Jinhua      | Ko A-ra Yoo Hae-won                           |
| Doppio femminile    | Wang Xiaoli Yu Yang       | Ma Jin Tang Jinhua      | Gebby Ristiyani Imawan Tiara Rosalia Nuraidah |
| Doppio misto        | Ko Sung-hyun Kim Ha-na    | Zhang Nan Zhao Yunlei   | Fran Kurniawan Shendy Puspa Irawati           |
| Doppio misto        | Ko Sung-hyun Kim Ha-na    | Zhang Nan Zhao Yunlei   | Lee Chun Hei Chau Hoi Wah                     |